# ベンガルヤハズカズラ
ベンガルヤハズカズラ（学名：Thunbergia grandiflora）は、キツネノマゴ科ヤハズカズラ属の常緑つる性木本。

## 特徴
葉は3–7浅裂状の単葉が対生する。葉は長さ10–20 cmで、基部に1–3対の大きな歯牙が普通あるが、稀にほぼ全縁となる。花は直径5–9 cmの淡青紫色、まれに白色、房状に下垂する。春～夏を中心に通年開花。

## 分布と生育環境
インドのベンガル地方〜東南アジア原産。南西諸島などで稀に野生化。

## 利用
公園樹、生垣、庭木、壁面緑化、フェンス、パーゴラ。土壌は選ばないが、風当たりの少ない場所で良好に生育する。生長は早く、つるが混み合ってくるとスス病が発生しやすくなるので、定期的に剪定して風通しを良くすると良い。

## 脚注

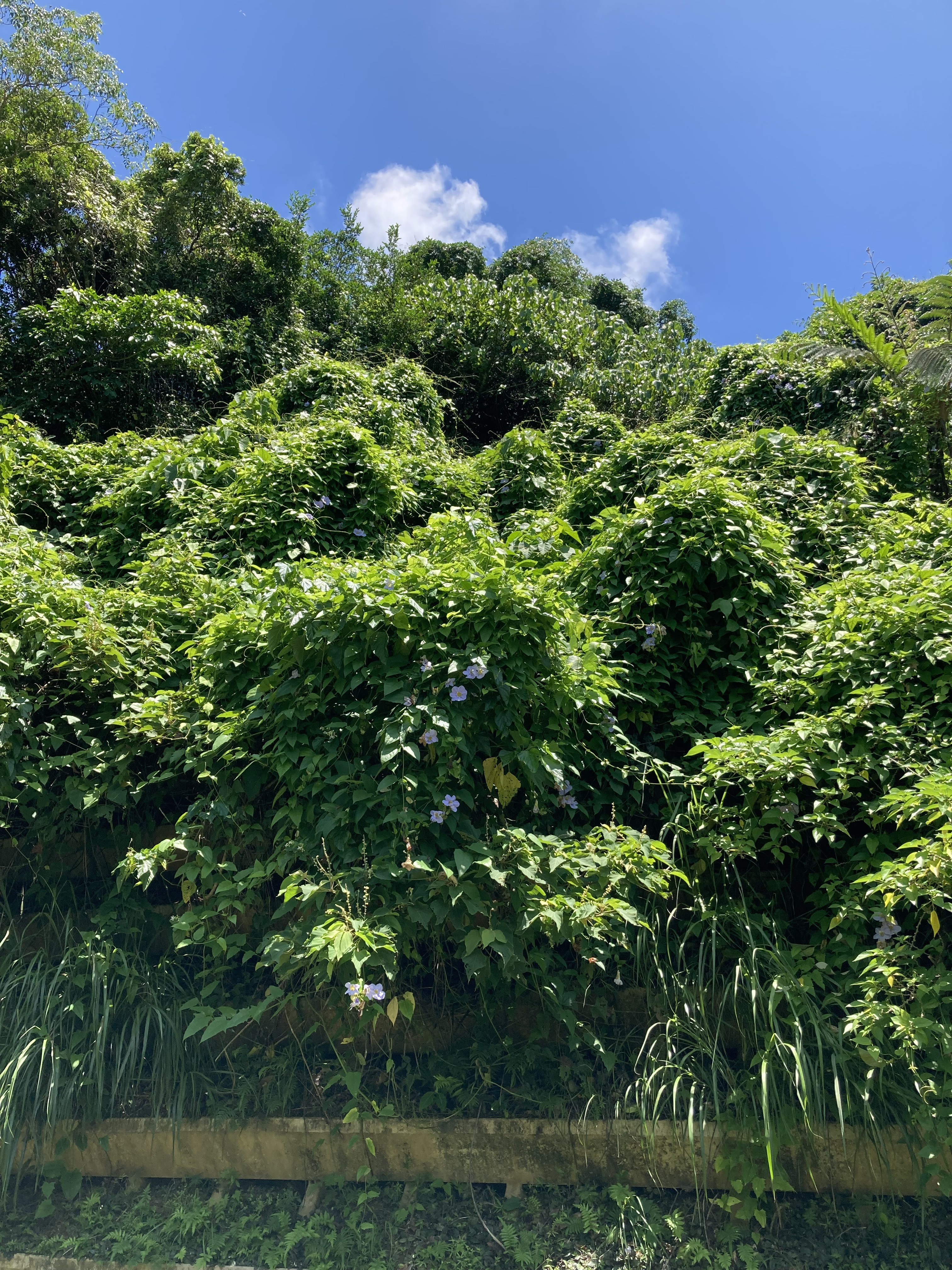
樹木を覆い伸びる姿（沖縄県石垣市石垣　バンナ公園にて撮影）